# Partido Comunista de España en el Exterior
La Organización Regional del Exterior es la organización del Partido Comunista de España (PCE) en la emigración formada por toda la militancia emigrada desde la dictadura franquista.
Pese que a la mayoría de los núcleos se formaron al comienzo de la dictadura franquista, desde la conformación oficial de la Organización Regional en mayo de 2018, se han formado nuevos Núcleos del Partido en Reino Unido, Argentina o Austria. 

## Comités
Existen los siguientes Comités territoriales.
| Territorio                                                                                            | Nombre del comité                 |
| --- | --------------------------------- |
| Bandera de Argentina · Bandera de Chile · Bandera de Uruguay                                          | Núcleo de Argentina               |
| Bandera de Bélgica · Bandera de Luxemburgo                                                            | Núcleo "Facundo Hernández"        |
| Bandera de Alemania · Bandera de Austria · Bandera de la República Popular China · Bandera de Noruega | Comité Intermedio de Centroeuropa |
| Bandera de Francia · Bandera de Suiza                                                                 | Comité Intermedio de Francia      |
| Bandera del Reino Unido · Bandera de Irlanda                                                          | Núcleo de Gran Bretaña            |